# Il figlio della sepolta viva
Il figlio della sepolta viva è un film del 1974 diretto da Luciano Ercoli con lo pseudonimo di André Colbert.

## Trama
La duchessa Giovanna commette ogni sorta di abuso sui suoi sudditi. Un misterioso pellegrino muto, Dany, sa che il vero duca di Cambise è il giovane François, il cui padre è stato assassinato e la cui madre è stata rinchiusa in una torre. Un frate conferma, con una testimonianza scritta, la veridicità di questa affermazione. Quando la duchessa scopre di essere solo figlia di un servo, scatena la sua ferocia ed elimina tutte le persone che potrebbero testimoniare contro.